# گئورگه کوزوریچی
گئورگه کوزوریچی (رومانیایی: Gheorghe Cozorici؛ ‏ ۱۶ ژوئیهٔ ۱۹۳۳ – ۱۸ دسامبر ۱۹۹۳) بازیگر اهل رومانی بود.
از فیلم‌هایی که وی در آن نقش داشته‌است، می‌توان به میهای دلیر، لحظه، چوله‌آندرا، استفن کبیر - واسلویی ۱۴۷۵ و تلهٔ مزدوران اشاره کرد.